# Valvatacea
Super-ordre
Les Valvatacea sont un super-ordre d'étoiles de mer (classe des Asteroidea).

## Liste des ordres
Selon World Register of Marine Species (28 mars 2014) : 
- Ordre Notomyotida Ludwig, 1910
- Ordre Paxillosida Perrier, 1884
- Ordre Valvatida Perrier, 1884

## Galerie

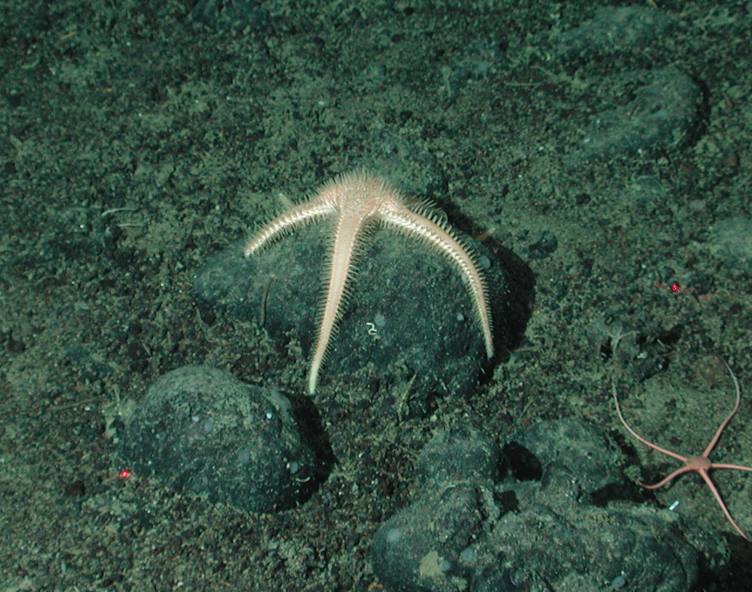
Benthopecten sp., une Notomyotida.
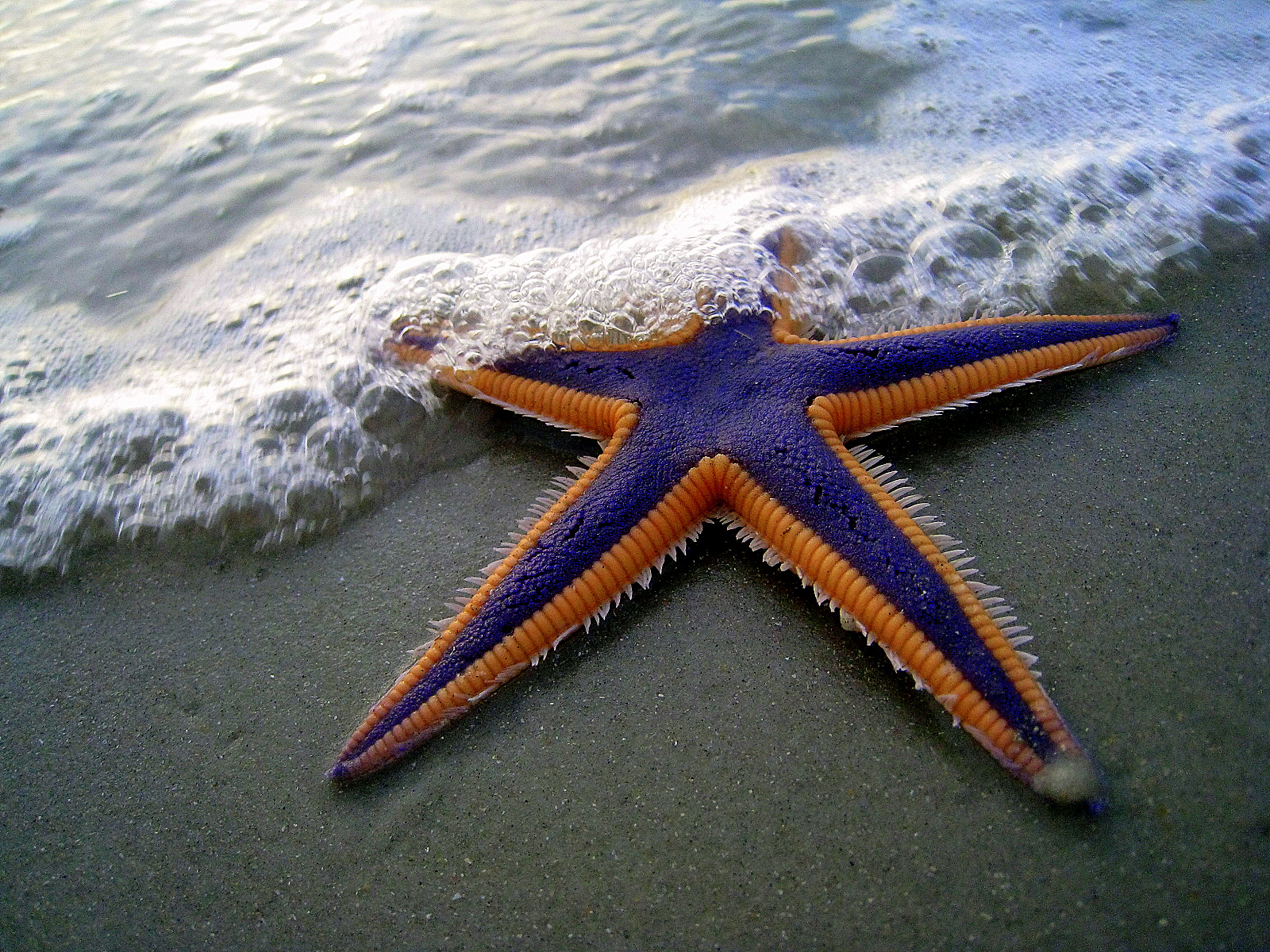
Astropecten articulatus, une Paxillosida.
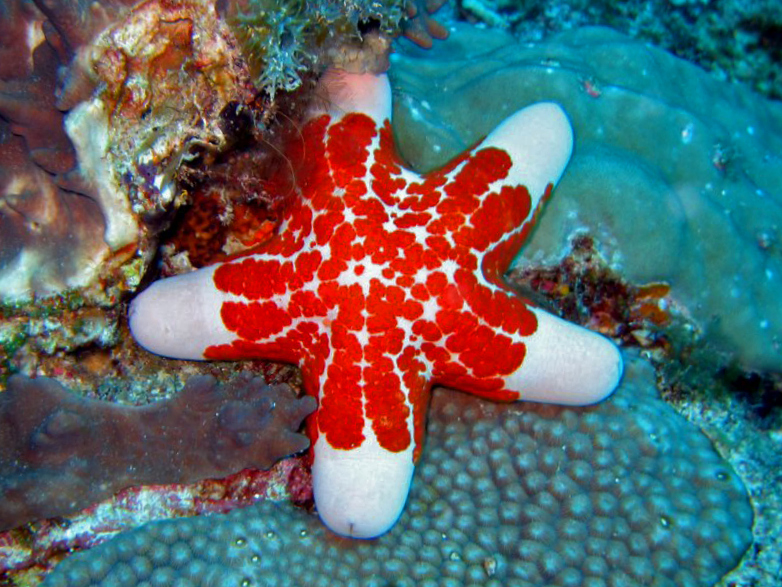
Choriaster granulatus, une Valvatida.

## Publication originale
- (en) Blake, D.B. (1987), « Classification and phylogeny of post-Paleozoic sea stars (Asteroidea: Echinodermata) », Journal of Natural History, vol. 21, p. 481-528 (lire en ligne).